# Saulces-Monclin
Saulces-Monclin és un municipi francès situat al departament de les Ardenes i a la regió del Gran Est. L'any 2007 tenia 629 habitants.

## Demografia

### Població
El 2007 la població de fet de Saulces-Monclin era de 629 persones. Hi havia 237 famílies de les quals 53 eren unipersonals (12 homes vivint sols i 41 dones vivint soles), 65 parelles sense fills, 90 parelles amb fills i 29 famílies monoparentals amb fills.
La població ha evolucionat segons el següent gràfic:
Habitants censats

### Habitatges
El 2007 hi havia 279 habitatges, 243 eren l'habitatge principal de la família, 19 eren segones residències i 17 estaven desocupats. 271 eren cases i 6 eren apartaments. Dels 243 habitatges principals, 188 estaven ocupats pels seus propietaris, 50 estaven llogats i ocupats pels llogaters i 5 estaven cedits a títol gratuït; 2 tenien una cambra, 8 en tenien dues, 18 en tenien tres, 57 en tenien quatre i 157 en tenien cinc o més. 199 habitatges disposaven pel capbaix d'una plaça de pàrquing. A 106 habitatges hi havia un automòbil i a 110 n'hi havia dos o més.

### Piràmide de població
La piràmide de població per edats i sexe el 2009 era:
| Homes | Edats   | Dones |
| ----- | ------- | ----- |
| 0     | 95 o +  | 0     |
| 4     | 90 a 94 | 8     |
| 4     | 85 a 89 | 4     |
| 0     | 80 a 84 | 4     |
| 4     | 75 a 79 | 20    |
| 20    | 70 a 74 | 0     |
| 12    | 65 a 69 | 8     |
| 12    | 60 a 64 | 12    |
| 16    | 55 a 59 | 8     |
| 24    | 50 a 54 | 8     |
| 12    | 45 a 49 | 24    |
| 40    | 40 a 44 | 24    |
| 24    | 35 a 39 | 20    |
| 16    | 30 a 34 | 12    |
| 16    | 25 a 29 | 12    |
| 24    | 20 a 24 | 8     |
| 32    | 15 a 19 | 24    |
| 24    | 10 a 14 | 28    |
| 12    | 5 a 9   | 8     |
| 20    | 0 a 4   | 8     |

## Economia
El 2007 la població en edat de treballar era de 380 persones, 272 eren actives i 108 eren inactives. De les 272 persones actives 252 estaven ocupades (143 homes i 109 dones) i 20 estaven aturades (10 homes i 10 dones). De les 108 persones inactives 32 estaven jubilades, 22 estaven estudiant i 54 estaven classificades com a «altres inactius».

### Ingressos
El 2009 a Saulces-Monclin hi havia 245 unitats fiscals que integraven 649,5 persones, la mediana anual d'ingressos fiscals per persona era de 15.870 €.

### Activitats econòmiques
Dels 26 establiments que hi havia el 2007, 2 eren d'empreses extractives, 1 d'una empresa alimentària, 1 d'una empresa de fabricació d'altres productes industrials, 5 d'empreses de construcció, 6 d'empreses de comerç i reparació d'automòbils, 2 d'empreses de transport, 2 d'empreses d'hostatgeria i restauració, 1 d'una empresa immobiliària, 2 d'empreses de serveis, 1 d'una entitat de l'administració pública i 3 d'empreses classificades com a «altres activitats de serveis».
Dels 9 establiments de servei als particulars que hi havia el 2009, 1 era una oficina de correu, 1 taller de reparació d'automòbils i de material agrícola, 1 paleta, 1 guixaire pintor, 2 lampisteries, 2 perruqueries i 1 restaurant.
L'únic establiment comercial que hi havia el 2009 era una fleca.
L'any 2000 a Saulces-Monclin hi havia 12 explotacions agrícoles.

## Equipaments sanitaris i escolars
L'únic equipament sanitari que hi havia el 2009 era una farmàcia.
El 2009 hi havia una escola elemental.

## Poblacions més properes
El següent diagrama mostra les poblacions més properes.